# Idaea biselata
« Truie (papillon) » redirige ici. Pour les autres significations, voir Truie.
Espèce
Idaea biselata, la Truie, est une espèce de lépidoptères (papillons) de la famille des Geometridae et de la sous-famille des Sterrhinae.

## Distribution et habitat
Espèce commune en France continentale et en Corse ; elle fréquente les sous-bois humides.